# أوكيو-كو (كيوتو)

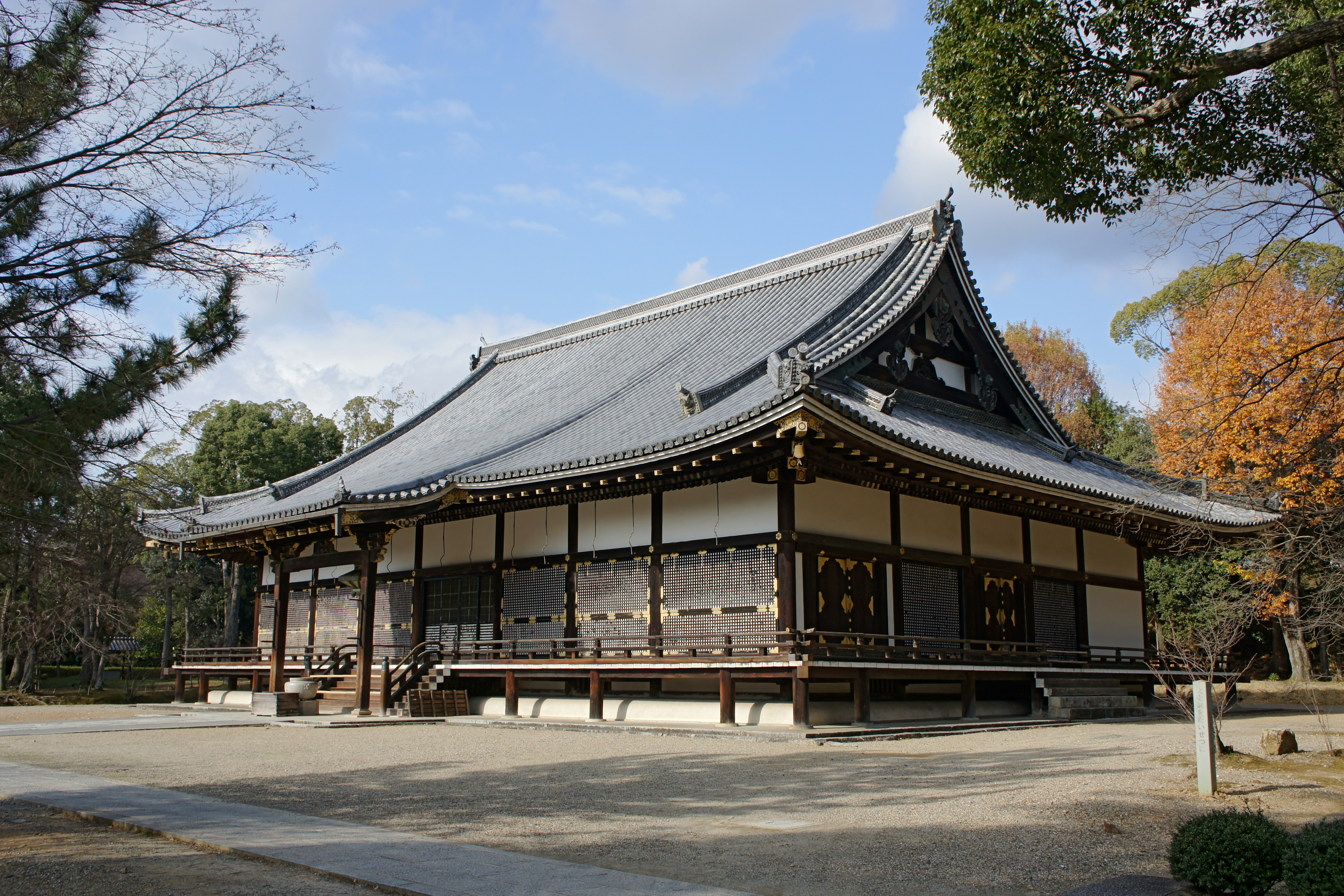
عمارة نيناجي أحد معالم أوكيو-كو

أوكيو-كو (بالإنجليزية: Ukyō-ku) (باليابانية: 右京区) ، هي بلدة تابعة لمدينة كيوتو اليابانية ، تقع في غرب العاصمة الإدارية لمقاطعة كيوتو ، يبلغ عدد سكانها نحو 203,037 نسمة ، تتميز بلدة أوكيو-كو بالطبيعة الساحرة وبالمناطق الأثرية التي تعود لعصر الإقطاع الياباني.

## معرض صور

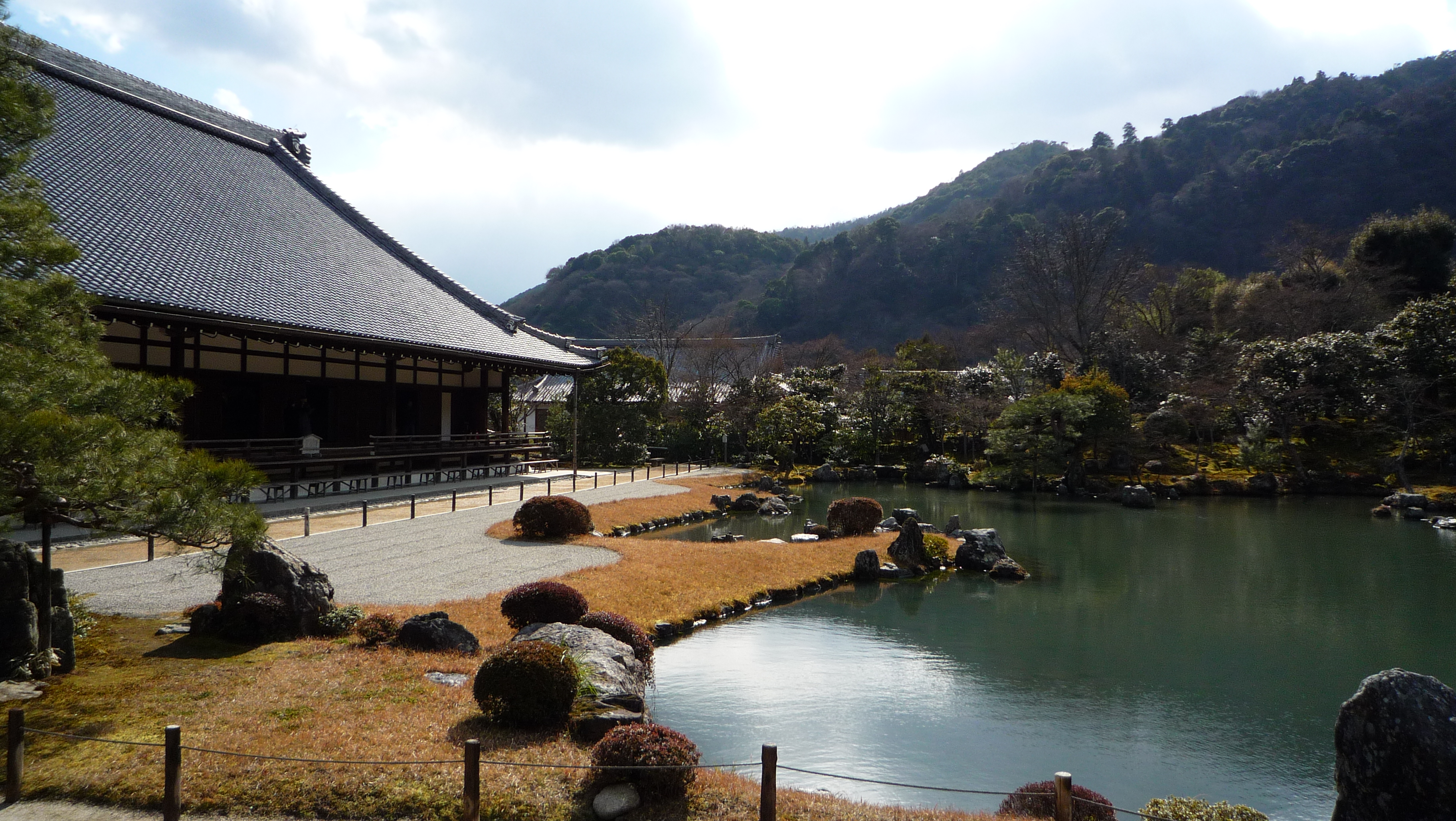
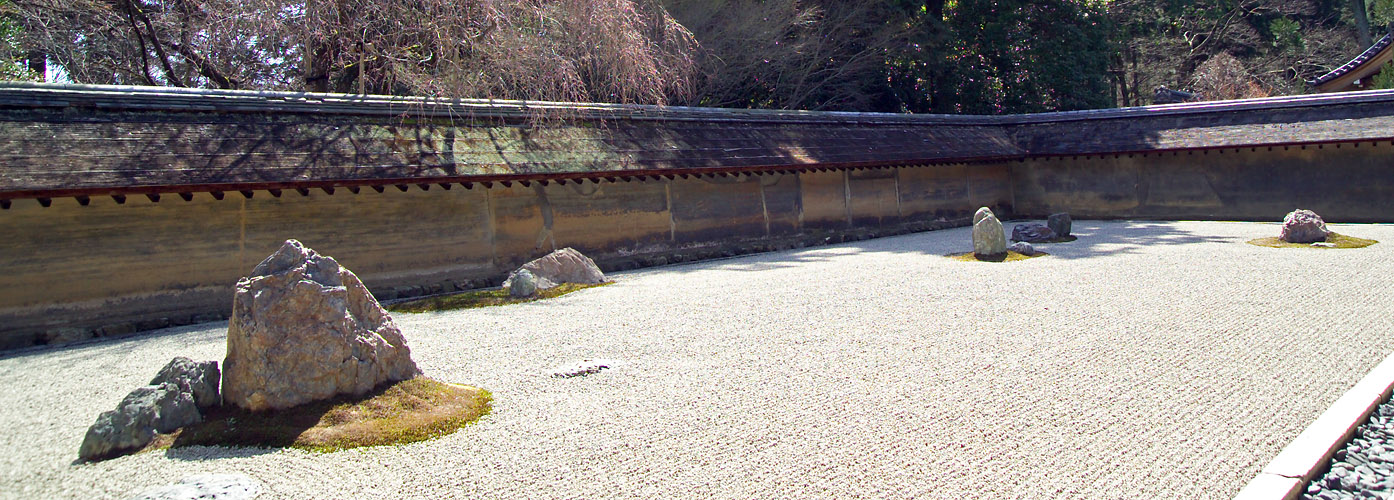
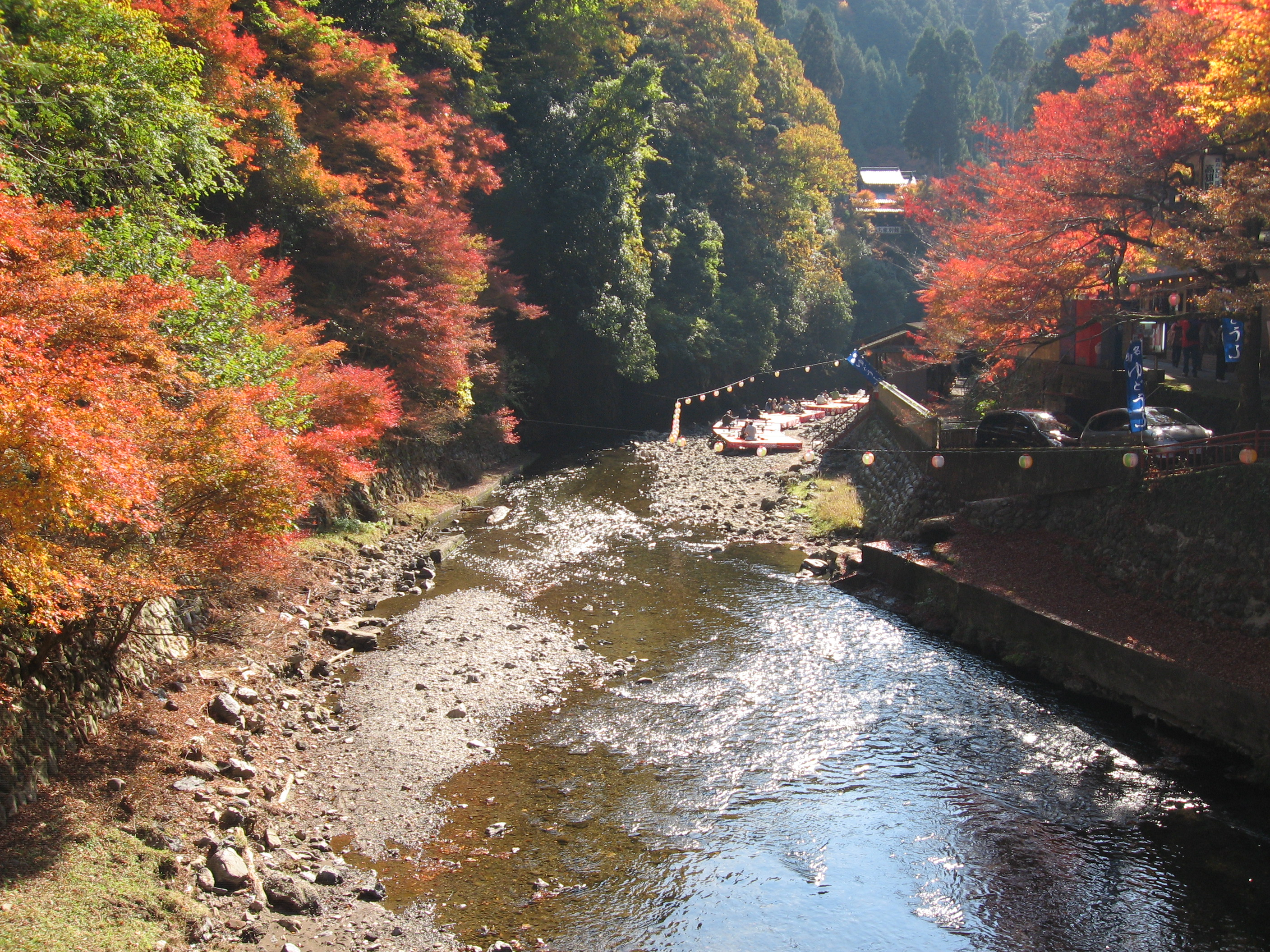
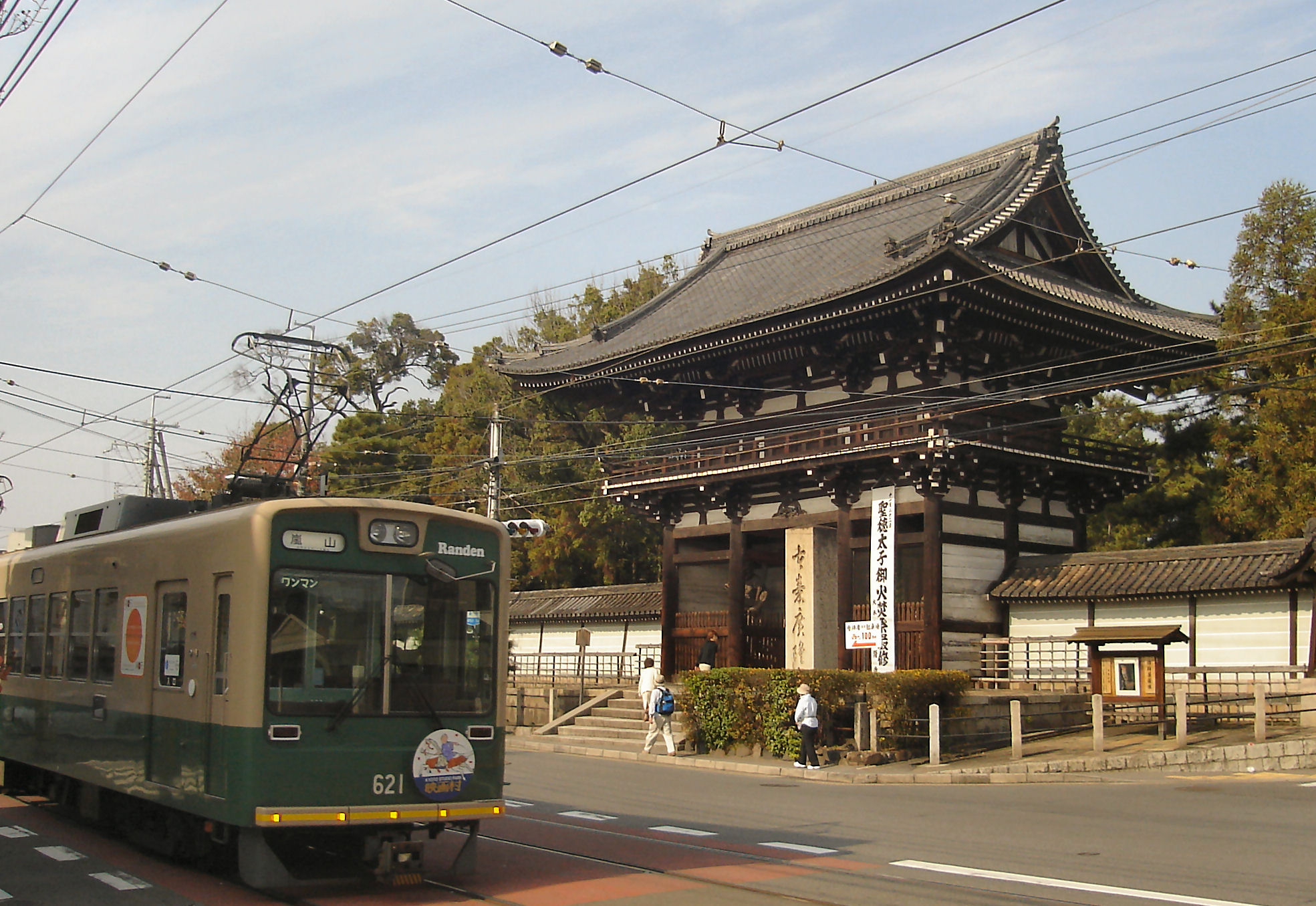
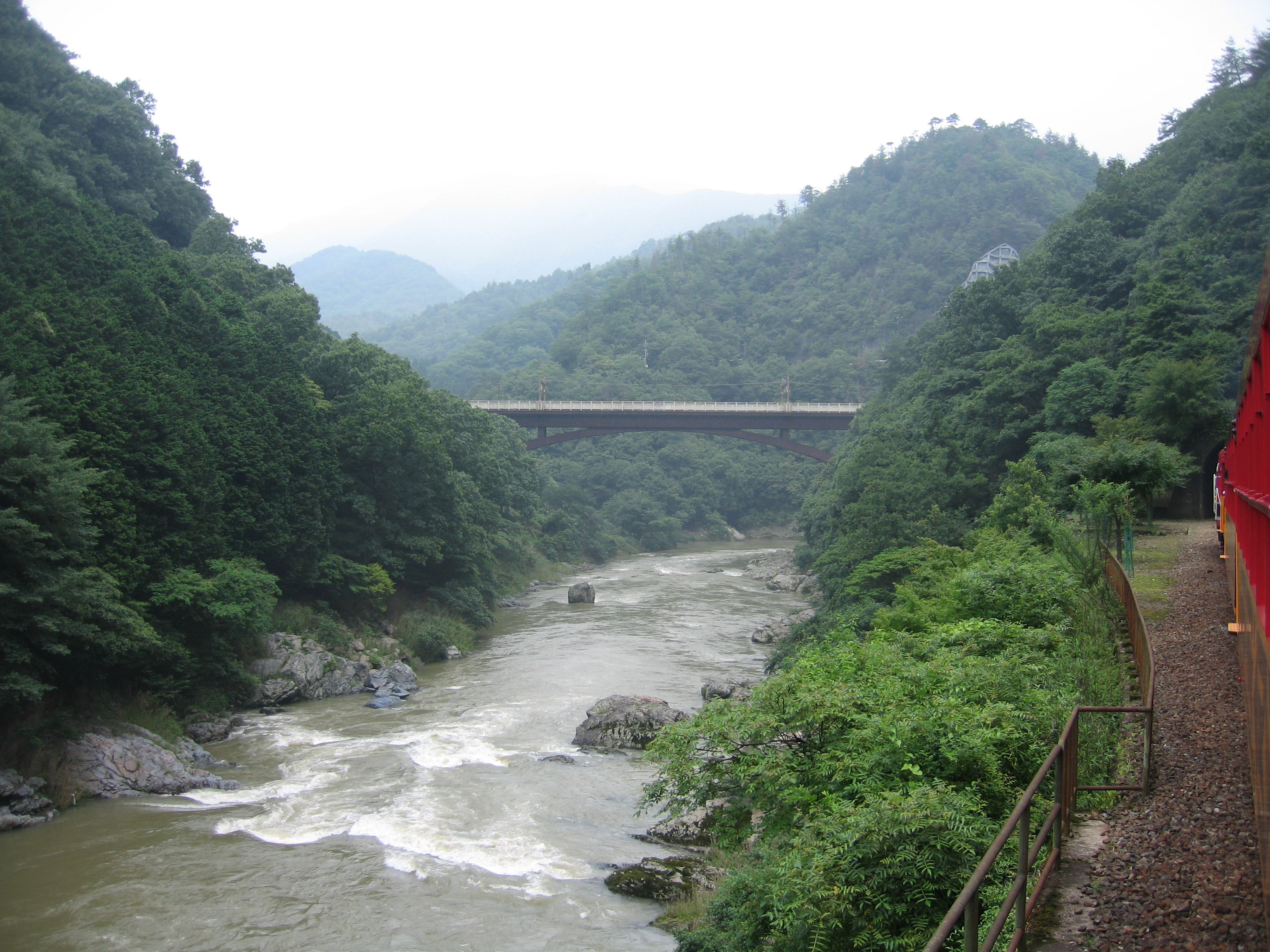

## أعلام
- تاداهيكو أويدا
- تاكيشي ناكامورا
- جوزو إيتامي